# (722) Frieda
Pour les articles homonymes, voir Frieda.
(722) Frieda est un astéroïde de la ceinture principale découvert le 18 octobre 1911 par l'astronome autrichien Johann Palisa.
Sa désignation provisoire était 1911 NA.